# Рагимова, Дина Тофиковна
Дина Тофиковна Рагимова (10 августа 2001) — российская футболистка, полузащитница.

## Биография
Воспитанница красноярского футбола, входила в состав сборной Красноярского края. Помимо большого футбола, занималась мини-футболом, признавалась лучшей защитницей первенства края среди девушек.
На взрослом уровне сыграла один матч в высшем дивизионе России в составе «Енисея» — 5 сентября 2019 года в игре против ижевского «Торпедо» вышла на замену на 89-й минуте вместо Алины Дорофеевой. Также сыграла один матч в Кубке России — 20 июня 2019 года против «Кузбасса». Из-за травмы прервала профессиональную карьеру.
Включалась в расширенный состав молодёжной сборной России (до 19 лет), однако в официальных матчах не играла.
Учится в Институте физической культуры, спорта и туризма Сибирского федерального университета (Красноярск), выступала за команду СФУ по мини-футболу.